# Polonisierung

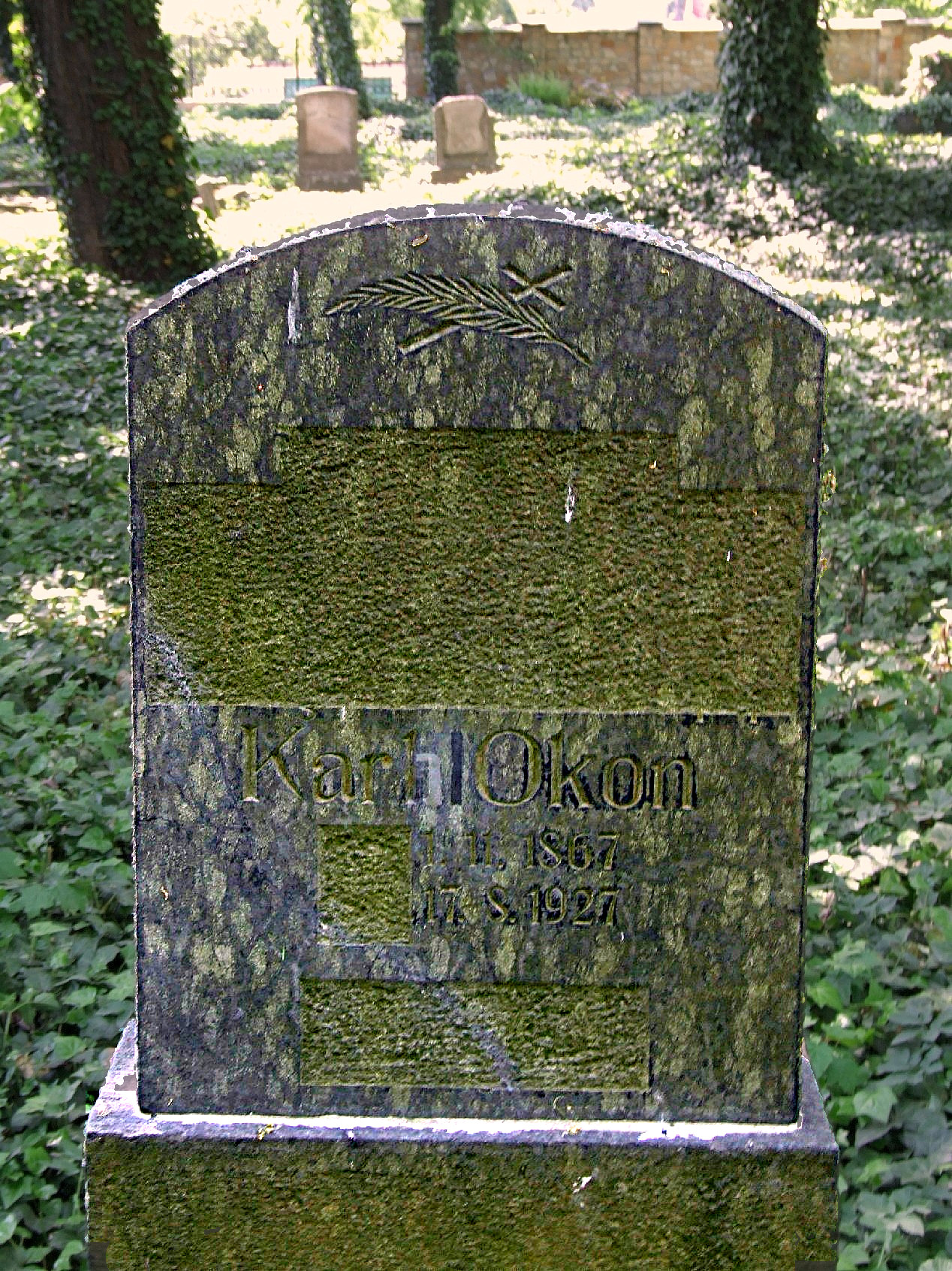
Grabstein mit ausgeschlagenen deutschen Inschriften auf dem Hüttenfriedhof, Gleiwitz (Gliwice). Erkennbar ist auch die Änderung des Namens Karl in das polnische Karol.

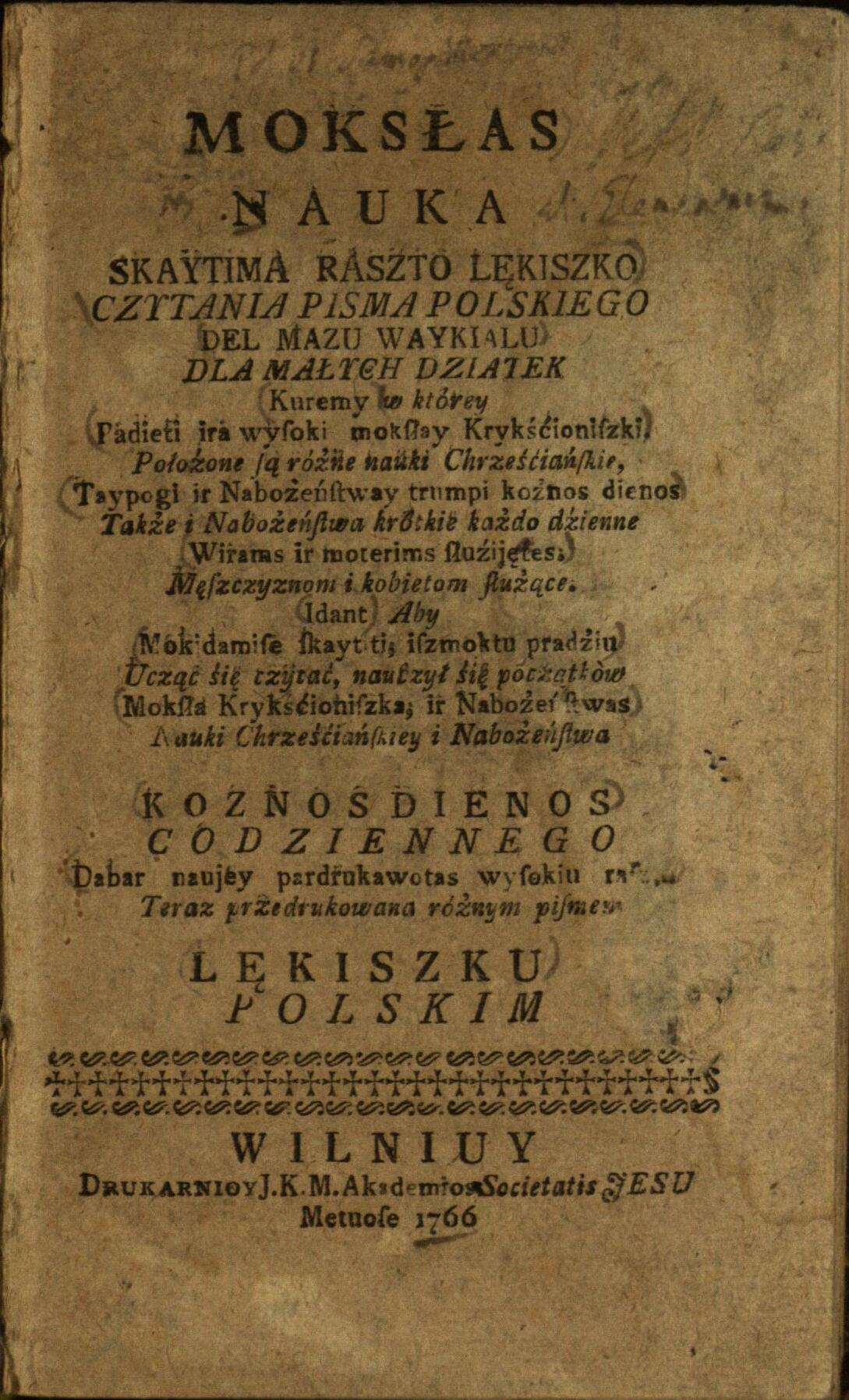
Polnische Sprachfibel (in litauischer Sprache), gewidmet ethnischen litauischen Kindern, veröffentlicht in Vilnius, Großfürstentum Litauen, 1766

Als Polonisierung (polnisch polonizacja) wird die Akkulturation von Minderheiten in Polen an die Mehrheitsbevölkerung bzw. die Verdrängung von deren Sprachen (z. B. Deutsch, Litauisch, Ukrainisch, Belarussisch, Kaschubisch) durch die polnische Sprache bezeichnet. Ein älterer hierfür synonym verwendeter Begriff war Verpolung.

## Polonisierung in Polen

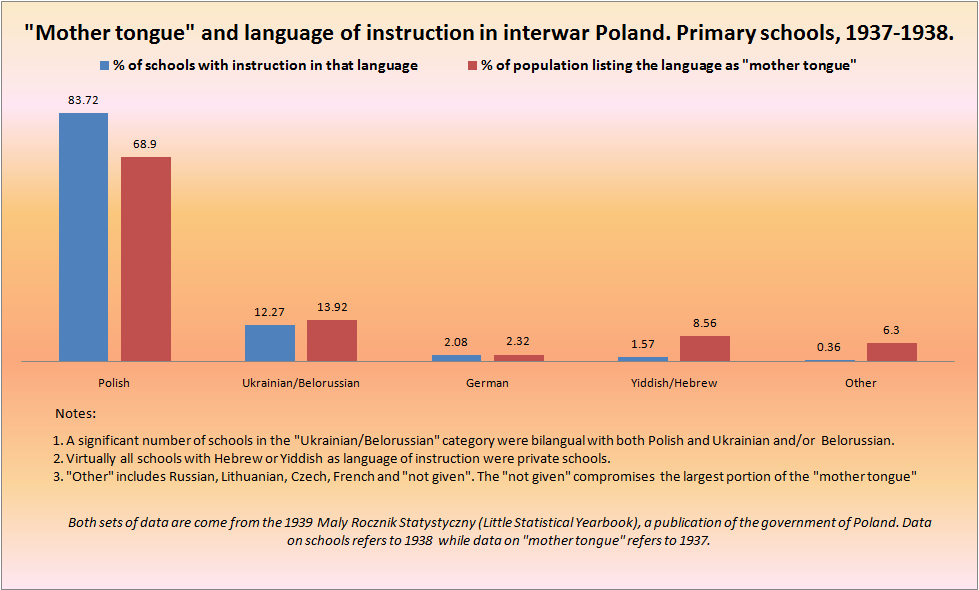
Anteil der Sprachgruppen in der Zweiten Polnischen Republik nach Muttersprache und nach Vertretung im Bildungssystem, im Schuljahr 1937–1938

Historisch bedeutsam war die Polonisierung u. a. während der Zeit der polnisch-litauischen Realunion (1569 bis 1795). Im Osten des damaligen Staates Polen-Litauen assimilierten sich große Teile der Bevölkerung, insbesondere die Oberschicht, in die polnische Kultur. Dies betraf vor allem Gebiete in den heutigen Staaten Litauen, Ukraine und Belarus, in die sich der polnische Sprachraum immer weiter ausdehnte. Bis heute gibt es dort größere polnischsprachige Minderheiten.
Die Zweite Polnische Republik (1918–1939) strebte einerseits einen ethnisch homogenen polnischen Staat an und setzte das Polnische als alleinige Amtssprache durch, stand dabei aber vor dem Problem, dass ein Drittel der Bevölkerung nicht polnischsprachig war. Von der deutschen Minderheit wanderten in dieser Zeit bereits mehrere Hunderttausend Menschen nach Deutschland aus.
Nach dem Zweiten Weltkrieg und der sogenannten Westverschiebung Polens ging die Vertreibung beziehungsweise Zwangsumsiedlung großer nicht assimilierungsbereiter Bevölkerungsteile mit einer rigorosen Zwangspolonisierung der verbleibenden Angehörigen der Minderheiten einher. Der Gebrauch aller nicht-polnischen Sprachen wurde von den Kommunisten ebenso verboten wie das Benutzen nicht polnischer Orts- und Personennamen. Die Betroffenen erhielten zumeist von staatlicher Seite einen neuen polnischen Vornamen und angepassten Familiennamen. Ebenso wurden alle nicht-polnischen Kultureinrichtungen (Zeitungen, Kirchen, Theater, Schulen und sonstige Einrichtungen) geschlossen. Die Zwangspolonisierung, die bisweilen als vergeltende Reaktion auf die vorherige Germanisierung und Russifizierung von vor 1918 und nach 1939 verstanden wurde, richtete sich gegen die Deutschen, Schlesier, Kaschuben, Ukrainer, Belarussen und Juden. Mit ihr wurde zum ersten Mal in der Geschichte Polens ein ethnisch weitgehend homogener polnischer Staat erreicht.
Nach dem Systemwechsel von 1989 nahm man in Polen von der Idee der Polonisierung Abstand, sodass mittlerweile regionale Dialekte und die Sprachen der ethnischen Minderheiten in Polen gefördert werden. Zugleich können polnische Staatsbürger, die einst einen nicht-polnischen Vor- oder Familiennamen trugen, diesen rückwirkend in ihren persönlichen Dokumenten abändern lassen.

## Polonisierung von Namen
Der Begriff Polonisierung bezeichnet auch die Anpassung von Lehnwörtern oder Ortsnamen an die polnische Aussprache und Schreibweise bzw. deren Übersetzung ins Polnische, sowie die Wiedereinführung historischer polnischer Ortsnamen.

## „Polonisierung“ des deutschen Kaiserreiches
In einer anderen Bedeutung bezeichnete der Ausdruck im Deutschen Kaiserreich (1871–1918) als politischer Kampfbegriff eine befürchtete „Überfremdung“ durch polnische Einwanderer (siehe auch Ruhrpolen).